# Hermann zu Dohna-Kotzenau

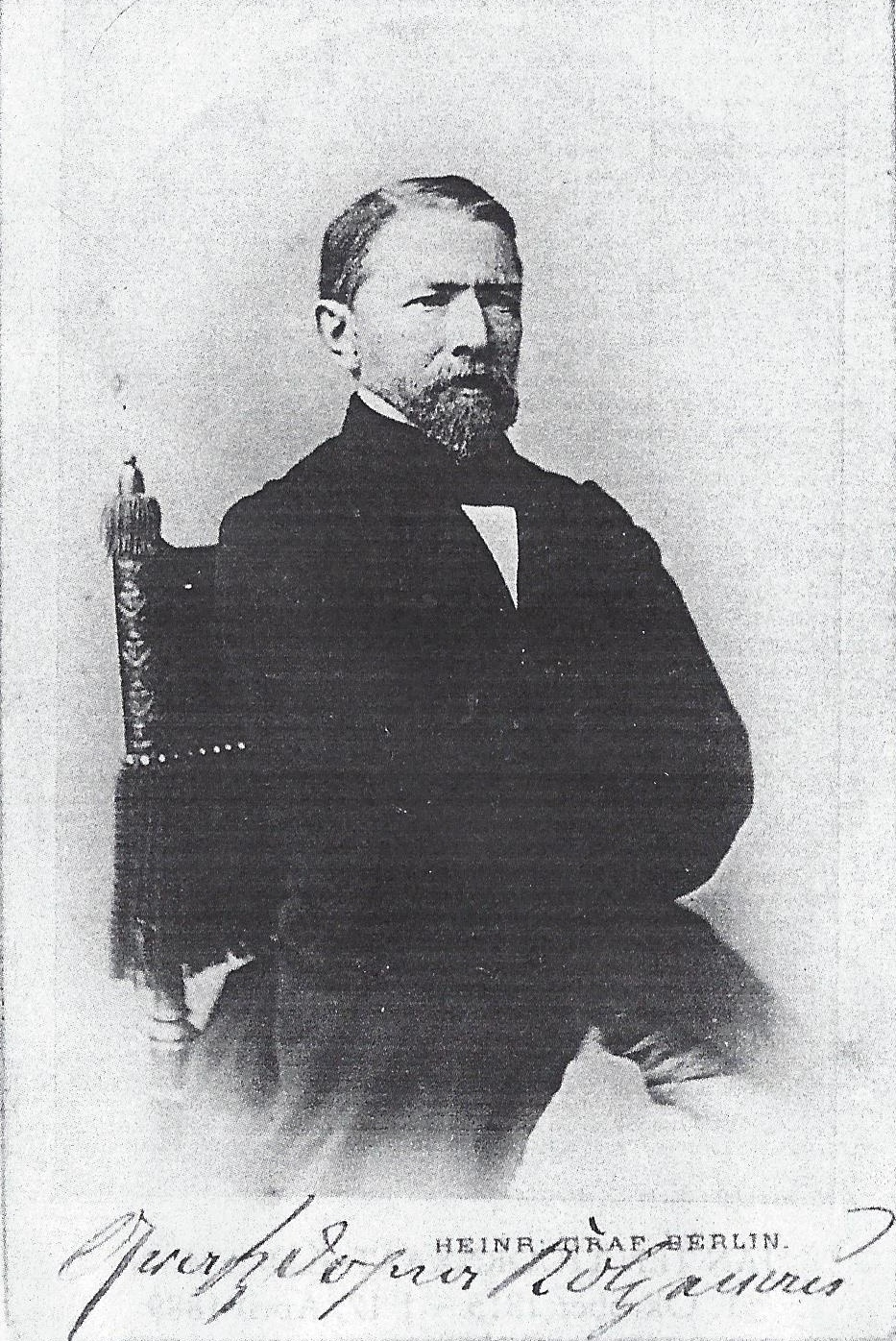
Graf Wilhelm zu Dohna

Burggraf und Graf Hermann zu Dohna-Schlodien (* 10. November 1809 in Kotzenau, Niederschlesien; † 13. Oktober 1872 in Wiesbaden) war ein deutscher Großgrundbesitzer im Königreich Preußen. Als Nationalliberaler war er vor und nach der Deutschen Reichsgründung Mitglied des Reichstags.

## Familie
Der Vater war Wilhelm August Gottlob Burggraf zu Dohna-Schlodien (1769–1837). Die Mutter war Henriette Friederike Auguste geb.  Reichsgräfin von Reichenbach-Goschütz aus fürstlichem Hause (1785–1839). Er selbst heiratete 1835 Gräfin Marie von Nostiz (1813–1888). Mit ihr hatte er acht Kinder:
- Wilhelm Karl Hannibal Vincenz (* 10. Januar 1841; † 27. Oktober 1925) ⚭ 3. September 1869 Wilhelmine von Bagevitz (* 10. April 1846; † 2. Januar 1937)
- Fabian Hermann Albrecht (* 15. September 1847; † 19. November 1880)
- Wilhelmine Friederike Marie Hermine Charlotte Jettina (* 16. November 1836; † 30. Januar 1884) ⚭ 12. Juni 1855 Graf Hermann von Schmettow (* 10. März 1822; † 14. Januar 1871)
- Freda Marie Hermine (* 5. März 1842; † 11. Juni 1903) ⚭ 3. Oktober 1861 Graf Eugen Leo Oskar von Schlieffen (* 8. Februar 1834; † 9. September 1904), Sohn des Karl von Schlieffen
- Valerie (* 12. März 1844; † 25. Dezember 1876) ⚭ 10. September 1862 Graf Eduard Karl Wilhelm von Schlieffen (* 19. November 1829; † 27. April 1907), Sohn des Karl von Schlieffen
- Freda Marie (* 21. September 1845; † 29. September 1894) ⚭ 5. Dezember 1865 Graf Aurel Hugo von Rittberg (* 3. Januar 1827; † 4. August 1902)
- Leontine Adelaide Friederike (* 29. September 1849; † 16. März 1922) ⚭ 24. Juli 1870 Erich von Itzenplitz (* 29. Oktober 1845; † 15. Januar 1922)
- Dorothea Natalie Auguste Adelaide, (* 20. April 1851; † 6. November 1901) ⚭ 30. Januar 1872 Hans von Krosigk (* 20. April 1844; † 30. Oktober 1928)

## Leben
Er besuchte das Gymnasium in Großglogau und studierte anschließend Rechtswissenschaft an der Ruprecht-Karls-Universität Heidelberg und der Friedrich-Wilhelms-Universität zu Berlin. Nach dem Erbe der väterlichen Güter widmete er sich deren Bewirtschaftung. Dazu zählten die Herrschaften Klein- und Großkotzenau und die Sebnitzer Rittergüter.
Daneben beteiligte er sich intensiv am politischen und parlamentarischen Leben in Preußen. In der Reaktionsära bekannte er sich offen zu seiner liberalen Haltung. Er war Mitglied des Preußischen Abgeordnetenhauses. Er vertrat von 1866 bis 1867 den Wahlkreis Lüben-Glogau und 1871/72 die Stadt Breslau. Er gehörte seit 1867 dem Reichstag des Norddeutschen Bundes und danach dem Deutschen Reichstag an. Er war Mitglied der nationalliberalen Partei. Er setzte sich insbesondere für die Interessen der Arbeiter ein. Dazu verfasste er verschiedene Schriften. Daher war er in der Bevölkerung auch als der „rote Graf“ bekannt.

## Schriften
- Die freien Arbeiter im preußischen Staate. Leipzig 1847 Digitalisat
- Zur deutschen Verfassungsfrage. Schneider, Berlin 1848
- Das Einkommen des Arbeiters vom nationalökonomischen Standpunkte. Schneider, Berlin 1856